# Gode ceinture

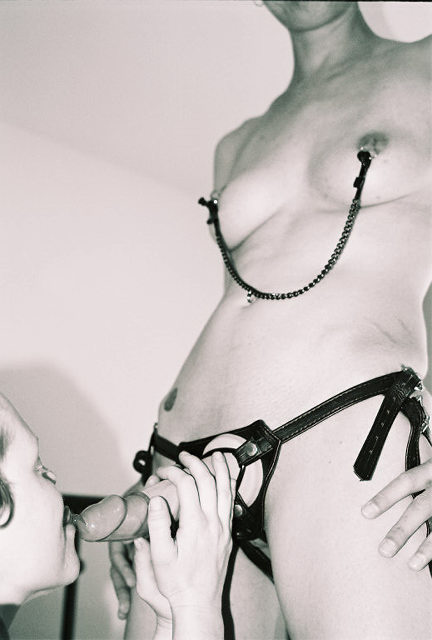
Jeu sexuel lesbien avec un gode ceinture.

Un gode ceinture (nommé également strapon) est un godemichet conçu pour être porté à l'aide d'un harnais par un partenaire qui l'utilise pour pénétrer un autre partenaire. 
Il convient aussi bien aux couples hétérosexuels qu'aux couples homosexuels. 
Utilisé par une femme, le gode ceinture peut servir à pénétrer un homme par voie anale ou orale, ou une autre femme par voie vaginale, anale ou orale.  
Cette pratique sexuelle se nomme le pegging ou chevillage.  
Utilisé par un homme les godes ceintures peuvent servir pour la pénétration, pour pallier des problèmes de dysfonction érectile, pour la double pénétration ou pour pénétrer plusieurs partenaires.
Un large éventail de harnais et de godemichets sont disponibles avec différentes manières d'être portés, de stimuler le porteur ou le récepteur et tous avec des options différentes, des avantages et des désagréments pour les deux utilisateurs.

## Type de harnais
La première partie de l'installation d'un harnais, qui connecte le godemichet au corps du porteur, habituellement dans une position similaire à ceux des organes génitaux masculins. Un bon harnais devrait être robuste tout en étant confortable[réf. souhaitée] et est souvent conçu pour donner du plaisir au porteur. Plusieurs différents types de harnais sont disponibles avec des avantages et des désagréments. Le meilleur harnais pour une personne donnée dépend plus du goût. Certains godemichets n'ont pas besoin d'un harnais ou sont incorporés dans un autre accessoire. Pour ceux-là, on peut consulter les sections sur les types de godemichet et sur les manières d'installer un godemichet.

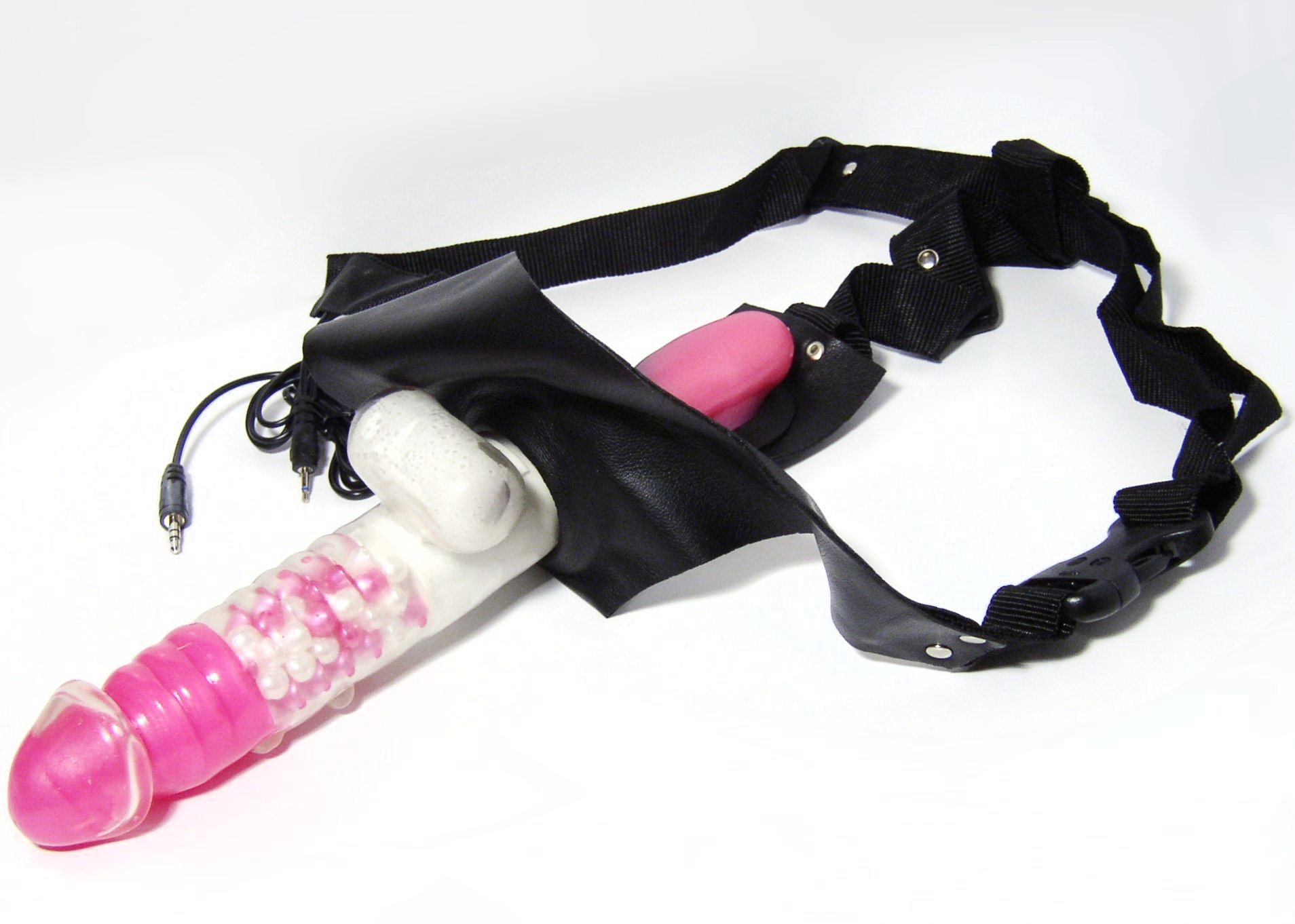
Un harnais à 2 lanières avec œuf vibratoire inclus.

- 2 lanières - Un harnais à deux lanières, dans sa forme la plus simple, est similaire à un string. Une lanière s'installe autour de la taille avec une autre lanière se plaçant autour des jambes. Les deux lanières sont reliées au milieu du dos du porteur. Alors que ce type est plutôt simple, la plupart des personnes le trouvent inconfortable principalement parce que la lanière frotte contre l'anus et des autres parties du corps et, bien des fois, ne retient pas le godemichet fermement causant parfois à flotter, à se décrocher ou à se tordre.

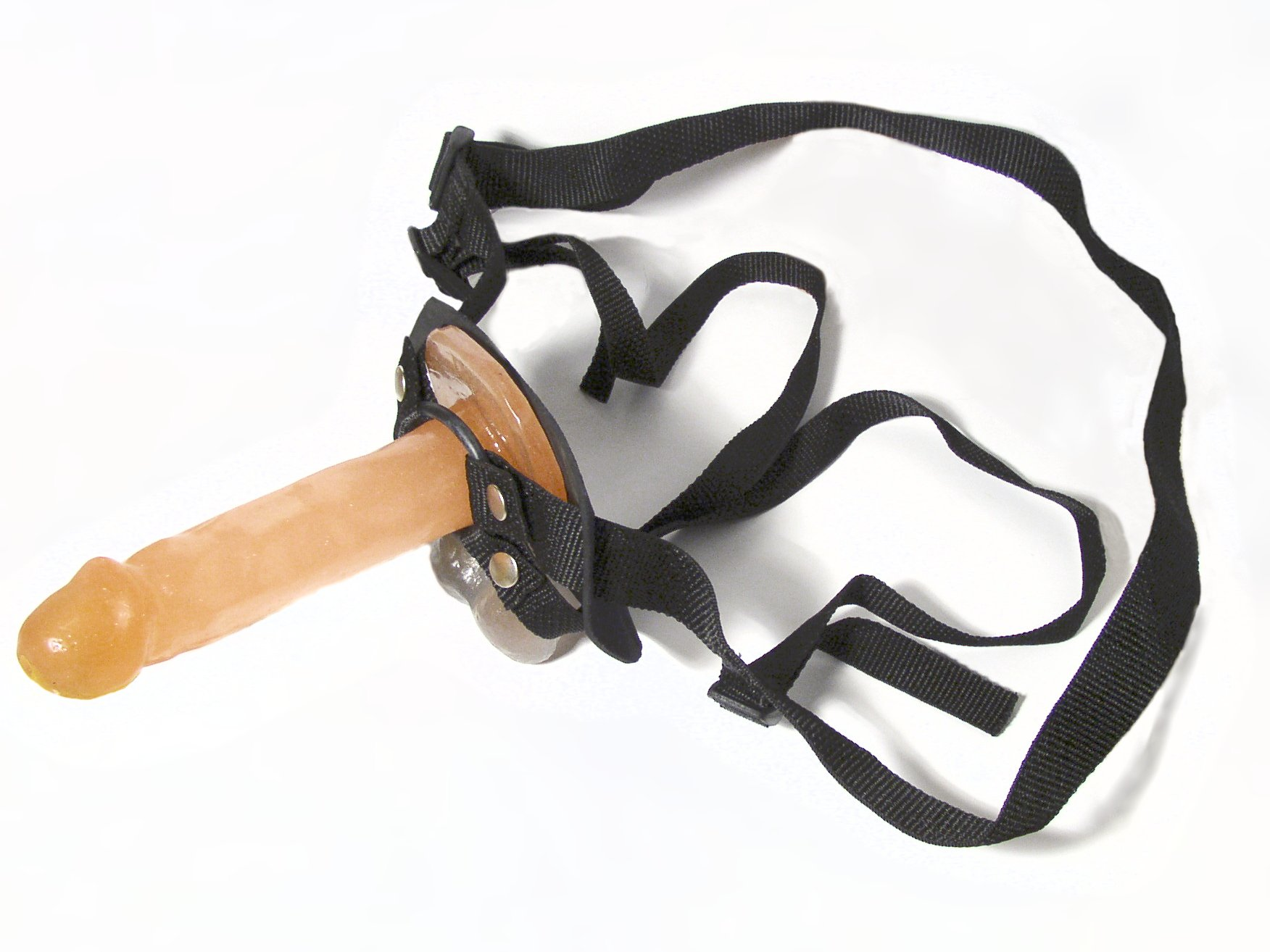
Un harnais à 3 lanières.

- 3 lanières - Les harnais à trois lanières ont aussi une lanière autour de la taille du porteur, mais au lieu de passer au milieu des jambes, elle passe autour de chacune des cuisses en rejoignant la première lanière à l'avant. Ce design laisse les parties génitales et l'anus découverts et retient plus fermement le godemichet, donnant plus de contrôle au porteur. Le confort et la capacité à s'ajuster correctement de ce design dépendent fortement de l'élasticité des lanières et de la nature de leur système de réglage.

- Corsets et autres articles vestimentaires - Le gode ceinture peut être bâti autour de plusieurs articles vestimentaires, le plus souvent en tant que corset ou autres éléments de lingerie. Certains sont conçus pour être portés sous des vêtements usuels pour une utilisation rapide (si le godemichet est en place, il doit être donné l'impression d'être vrai ou d'être capable d'initier rapidement des rapports), alors que d'autres prennent avantage d'une robustesse additionnelle que les vêtements peuvent donner contrairement à quelques lanières. Ou alors, intégrer le harnais dans un costume érotique.

- Cuisse, mâchoire et autres parties - Les harnais ne sont pas seulement limités à la croupe, et il existe en effet plusieurs autres types pour d'autres parties du corps. Un populaire est celui qui s'attache à la cuisse du porteur (ou autre partie des jambes ou des bras, quoique moins fréquents), permettant plusieurs positions uniques, parce que la pénétration n'est plus limitée par ce qui pourrait être fait par un pénis[réf. souhaitée]. Un autre design moins commun est un godemichet accroché à la mâchoire du porteur permettant ainsi la pénétration vaginale pendant la pratique d'un cunnilingus.

- Meubles, balles et autres objets - Des harnais sont disponibles pour attacher des godemichets sur beaucoup d'objets usuels dans une maison, permettant ainsi plusieurs utilisations créatives. Par exemple, un godemichet pourrait être attaché à une chaise, un lit ou un autre meuble et être utilisé pour pénétrer quelqu'un pendant d'autres activités, avec ou sans partenaire. Un autre objet, alors que celui-ci n'est techniquement pas un harnais, mais qui mérite mention, est une balle gonflable, habituellement d'un diamètre de 25 à 50 centimètres faits d'un caoutchouc robuste fait pour supporter le poids d'une ou deux personnes, avec un godemichet attaché sur sa surface. Cela permet plusieurs positions uniques, comme la double pénétration d'une femme couchée sur la balle alors qu'elle se fait pénétrer par derrière en levrette, ce qui est plus efficace à cause de la structure malléable de la balle. Ces balles gonflables sont aussi populaires pour l'utilisation solo.

## Systèmes de fixation du godemichet
Plusieurs systèmes permettant de maintenir en place un godemichet dans un harnais existent. Ces systèmes ne sont pas compatibles avec tous les types de sextoys. Entre autres, nous pouvons recenser :
- L'anneau de fixation élastique (parfois appelé O-Ring). Ce système est compatible avec tous les godemichets possédant une base suffisamment plate, et plus large que le diamètre du sextoy (du moment que celle-ci n'est pas trop épaisse, et que le diamètre du sextoy ne s'éloigne pas trop du diamètre de l'anneau).
- L'anneau de fixation non-élastique. Ce système laisse moins de choix que l'anneau de fixation élastique quant aux dimensions du godemichet. Il s'utilise, lui aussi, avec des godemichets dont la base est large et plate. On le retrouve souvent chez des harnais pour lesquels le godemichet est fourni.
- Le système de fixation Vac-U-Lock, de la marque Doc Johnson : le harnais comporte une tige rigide en plastique. C'est sur cette tige que l'on fixe le godemichet, qui doit être spécialement prévu pour être compatible avec ce système de fixation (i.e., qui doit posséder un creux dont la forme est prévue pour y emboîter la tige du harnais)[4]. L'usage de talc est généralement recommandé pour ne pas endommager le godemiché.

## Types de godemichet
La particularité la plus importante de l'installation d'un harnais est le godemichet utilisé. Différents godemichets sont disponibles et bien que certains harnais limitent le choix des godemichets, généralement il est possible de choisir entre plusieurs types communs de godemichet. Cette section discute des différentes formes et particularités de la partie pénétrante des godemichets, pas le godemichet tout entier ou la manière dont il est attaché, ce qui peut être trouvé dans la section des méthodes de fixation pour les godemichets doubles et des godemichets dépourvus de lanières.
- Standard - Les godemichets "standard" ne sont pas coniques (ou alors légèrement). Ils peuvent comporter, à leur extrémité, une zone plus large, imitant la forme du gland d'un pénis. Ils peuvent être légèrement courbés.
- Réaliste : les godemichets imitant l'apparence d'un pénis sont désignés sous l’appellation "réalistes". Selon le type de harnais pour lequel un godemichet réaliste est conçu, il peut avoir des testicules moulés à sa base, ce qui aide à le maintenir en place.
- Spécial point G / prostate : si le godemichet est fortement courbé, il est classé comme godemichet adapté pour le point G et la prostate. Ce type peut être destiné à une utilisation vaginale ou anale.

Divers matériaux peuvent être utilisés, tels que le silicone, le PVC, le vinyle, le latex, le verre ou la céramique.

## Culture populaire

### Cinéma et télévision
- 2007 : Daisy Diamond, entre Trine Dyrholm et Noomi Rapace
- 2013 : Sex & Violence (en) (série télévisée), entre Jennie Raymond et Lisa Rose Snow (saison 1, épisode 2)
- 2013 : Proxy, entre Alexia Rasmussen et Kristina Klebe
- 2014 : Shameless (série télévisée), Isidora Goreshter (saison 4 épisode 12)
- 2015 : Sense8 (série télévisée), entre Freema Agyeman et Jamie Clayton (saison 1, épisode 1)
- 2015 : Orange Is the New Black (série télévisée), entre Lea DeLaria et Madison McKinley (saison 3, épisode 4)
- 2016 : Below Her Mouth, entre Erika Linder et Natalie Krill
- 2017 : Transparent (série télévisée), entre Alia Shawkat et Amy Landecker (saison 4, épisode 2)
- 2017 : Becks, entre Lena Hall et Mena Suvari
- 2017 :  L'Amant double, entre Marine Vacth et Jérémie Renier

### Cinéma pornographique
Le gode ceinture est à la base d'un grand nombre de films X lesbiens dédiés à son utilisation. Une série célèbre est « Strapon Sally », ainsi que « Lesbian Adventures: Strap-On Specialists ».